# Oakland (condado de Susquehanna, Pensilvania)
Oakland es un borough ubicado en el condado de Susquehanna en el estado estadounidense de Pensilvania. En el año 2000 tenía una población de 622 habitantes y una densidad poblacional de 533.7 personas por km².

## Geografía
Oakland se encuentra ubicado en las coordenadas 41°56′58″N 75°36′30″O / 41.94944, -75.60833.

## Demografía
Según la Oficina del Censo en 2000 los ingresos medios por hogar en la localidad eran de $35,673 y los ingresos medios por familia eran $37,039. Los hombres tenían unos ingresos medios de $26,875 frente a los $19,500 para las mujeres. La renta per cápita para la localidad era de $13,363. Alrededor del 14.5% de la población estaba por debajo del umbral de pobreza.